# KK Mornar Bar
Pour les articles homonymes, voir Mornar et Mornar Bar.
Maillots
Le Košarkaški Klub Mornar Bar est un club monténégrin de basket-ball situé dans la ville de Bar. Le club appartient à l'élite du championnat monténégrin.

## Historique

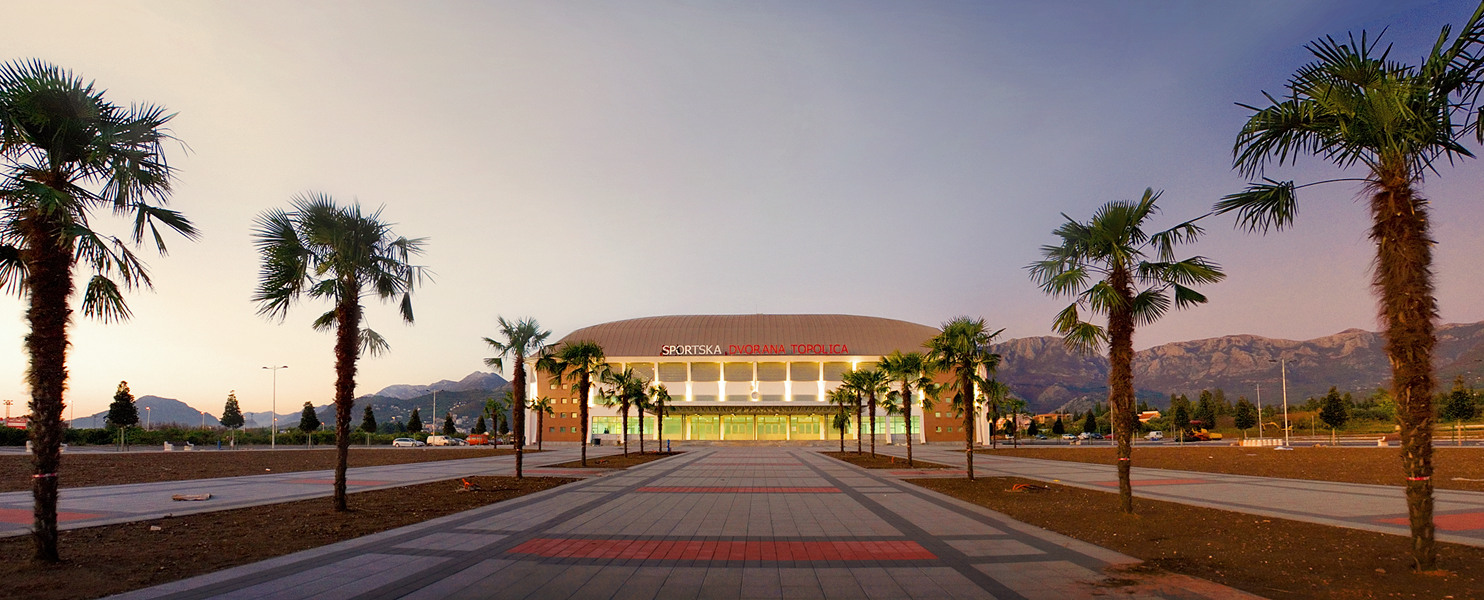
La Sportska dvorana Topolica

## Palmarès
Le club remporte le championnat lors de la saison 2017-2018. Il devient le deuxième club à remporter le championnat, le KK Budućnost Podgorica ayant remporté toutes les éditions du championnat depuis sa création en 2006.

## Joueurs célèbres ou marquants
- Strahinja Mićović
- Derek Needham
- Nemanja Vranješ
- Uroš Luković
- Brandis Raley-Ross